# Хёффлин, Сара
Сара Хёффлин (нем. Sarah Höfflin; род. 8 января 1991, Женева, Швейцария) — швейцарская фристайлистка (слоупстайл, биг-эйр), чемпионка зимних Олимпийских игр 2018 года. Серебряный призёр чемпионата мира 2025 года. 

## Биография
Сара Хёффлин родилась в 1991 году в Женеве. Её отец был швейцарцем, мать новозеландкой. Когда Саре было 12 лет, её родители развелись. С 12 до 22 лет она проживала в Великобритании. Хёффлин поступила в Кардиффский университет. Здесь в достаточно позднем для спорта возрасте она начала заниматься фристайлом. В университете она получила высшее образование в области нейронаук. 
По возвращении в Швейцарию Хёффлин первый раз приняла участие в соревнованиях. На Кубке мира по фристайлу 2016/2017 она заняла первое место в слоупстайле. В апреле 2017 года стала чемпионкой Швейцарии по слоупстайлу и биг-эйру. На зимних Олимпийских играх 2018 года Хёффлин завоевала золотую медаль по слоупстайлу. В том же году спортсменка победила на Всемирных экстремальных играх по биг-эйру. В 2019 году заняла второе место по слоупстайлу. На Кубке мира по фристайлу 2018/2019 она завоевала одну золотую медаль по слоупстайлу и две серебряные медали по слоупстайлу и биг-эйру.